# Vuelta al País Vasco 1985
La XXV Vuelta al País Vasco, disputada entre el 1 de abril y el 5 de abril de 1985, estaba dividida en 5 etapas para un total de 877 km.
Participaron los 8 equipos profesionales españoles (Reynolds, Kelme, Teka, Zor, Hueso, MG Orbea, Fagor y Dormilón) y 5 equipos extranjeros (Skil Kas Miko, Hitachi-Splendor, La Vie Claire, Alpilatte Olmo y Sporting Raposeira).

## Etapas
| Etapa              | Fecha    | Recorrido                   | km         | Vencedor de la Etapa | Líder de la general |
| ------------------ | -------- | --------------------------- | ---------- | -------------------- | ------------------- |
| 1ª etapa           | 01/04/85 | Vera de Bidasoa - Ibardin   | 175        | José Luis Laguía     | José Luis Laguía    |
| 2ª etapa           | 02/04/85 | Vera de Bidasoa - Legorreta | 197        | José Recio           | José Luis Laguía    |
| 3ª etapa           | 03/04/85 | Legorreta - Guecho          | 191        | Sean Kelly           | José Luis Laguía    |
| 4ª etapa           | 04/04/85 | Guecho - Amurrio            | 179        | Pedro Muñoz          | José Luis Laguía    |
| 5ª etapa (1º Sec.) | 05/04/85 | Amurrio - Beasáin           | 113        | Jörg Müller          | Peio Ruiz Cabestany |
| 5ª etapa (2º Sec.) | 05/04/85 | Beasáin - Erauskin          | 14,4 (CRI) | Sean Kelly           | Peio Ruiz Cabestany |

## Clasificaciones
| \| 1. \| Peio Ruiz Cabestany \| ORB \| 22h 44' 27s \| \| 2. \| Greg Lemond \| LAV \| a 29s \| \| 3. \| Marino Lejarreta \| ALF \| a 46s \| \| 4. \| José Recio \| KEL \| a 1' 15s \| \| 5. \| Pedro Delgado \| ORB \| a 1' 18s \| \| 6. \| Sean Kelly \| KAS \| a 1' 31s \| \| 7. \| José Luis Laguía \| REY \| a 1' 53s \| \| 8. \| Jörg Müller \| KAS \| a 2' 07s \| \| 9. \| Claude Criquelion \| HIT \| a 2' 39s \| \| 10. \| Federico Etxabe \| TEK \| a 2' 49s \| |                     |     |             |
| 1. | Peio Ruiz Cabestany | ORB | 22h 44' 27s |
| 2. | Greg Lemond         | LAV | a 29s       |
| 3. | Marino Lejarreta    | ALF | a 46s       |
| 4. | José Recio          | KEL | a 1' 15s    |
| 5. | Pedro Delgado       | ORB | a 1' 18s    |
| 6. | Sean Kelly          | KAS | a 1' 31s    |
| 7. | José Luis Laguía    | REY | a 1' 53s    |
| 8. | Jörg Müller         | KAS | a 2' 07s    |
| 9. | Claude Criquelion   | HIT | a 2' 39s    |
| 10. | Federico Etxabe     | TEK | a 2' 49s    |

| \| 1. \| Sean Kelly \| KAS \| 72 puntos \| \| \| 2. \| Peio Ruiz Cabestany \| ORB \| 67 puntos \| \| \| 3. \| Greg Lemond \| LAV \| 65 puntos \| \| |                     |     |           |  |
| 1. | Sean Kelly          | KAS | 72 puntos |  |
| 2. | Peio Ruiz Cabestany | ORB | 67 puntos |  |
| 3. | Greg Lemond         | LAV | 65 puntos |  |

| \| 1. \| Iñaki Gastón \| REY \| 42 puntos \| \| \| 2. \| Jean Claude Bagot \| FAG \| 30 puntos \| \| \| 3. \| José Luis Laguía \| REY \| 30 puntos \| \| |                   |     |           |  |
| 1. | Iñaki Gastón      | REY | 42 puntos |  |
| 2. | Jean Claude Bagot | FAG | 30 puntos |  |
| 3. | José Luis Laguía  | REY | 30 puntos |  |

| \| 1. \| Roberto Gaggioli \| TEK \| 17 puntos \| \| \| 2. \| Imanol Murga \| ORB \| 11 puntos \| \| \| 3. \| Antonio Esparza \| KEL \| 4 puntos \| \| |                  |     |           |  |
| 1. | Roberto Gaggioli | TEK | 17 puntos |  |
| 2. | Imanol Murga     | ORB | 11 puntos |  |
| 3. | Antonio Esparza  | KEL | 4 puntos  |  |

| \| 1. \| MG Orbea \| 67h 39' 56s \| \| \| 2. \| Skil Kas Miko \| a 1' 57s \| \| \| 3. \| La Vie Claire \| a 2' 49s \| \| |               |             |  |
| 1. | MG Orbea      | 67h 39' 56s |  |
| 2. | Skil Kas Miko | a 1' 57s    |  |
| 3. | La Vie Claire | a 2' 49s    |  |